# Herculaneum
Herculaneum (italienisch Ercolano) war eine antike Stadt am Golf von Neapel, die wie Pompeji, Stabiae und Oplontis beim Ausbruch des Vesuv in der zweiten Hälfte des Jahres 79 n. Chr. untergegangen ist. Die moderne Nachfolgesiedlung am selben Ort heißt seit 1969 Ercolano.

## Mythos
Auf dem Rückweg von seiner zehnten Aufgabe, bei der er die Herden des Geryon geraubt und das Ungeheuer erschlagen hatte, machte Herakles in Rom halt. Die Göttin Fauna verweigerte ihm, seinen Durst mit geheiligtem, nur für Frauen bestimmtem Wasser zu stillen. In seinem Ärger erbaute Herakles einen Tempel, der ihm selbst geweiht war und in dem keine Frauen an den Zeremonien teilnehmen durften. Währenddessen stahl Cacus, ein Sohn des Vulcanus, dem Herakles einige Rinder aus der Herde des Geryon. Nach vergeblicher Suche wollte Herakles nach Griechenland zurückkehren, als er seine Kühe hörte. Er folgte dem Geräusch, traf auf Cacus, zerrte den Dieb aus seiner Höhle und erschlug ihn. An der Stelle, wo er Cacus erschlagen hatte, gründete Herakles der Sage nach die Stadt Herculaneum. Der Mythos ist von Dionysios von Halikarnassos überliefert.

## Geschichte

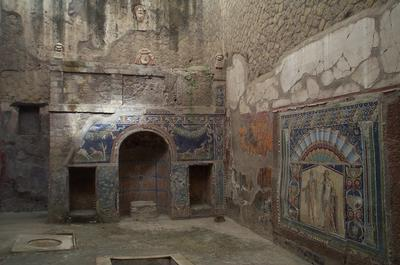
Innenansicht eines Gebäudes in Herculaneum (Casa di Nettuno e Anfitrite)

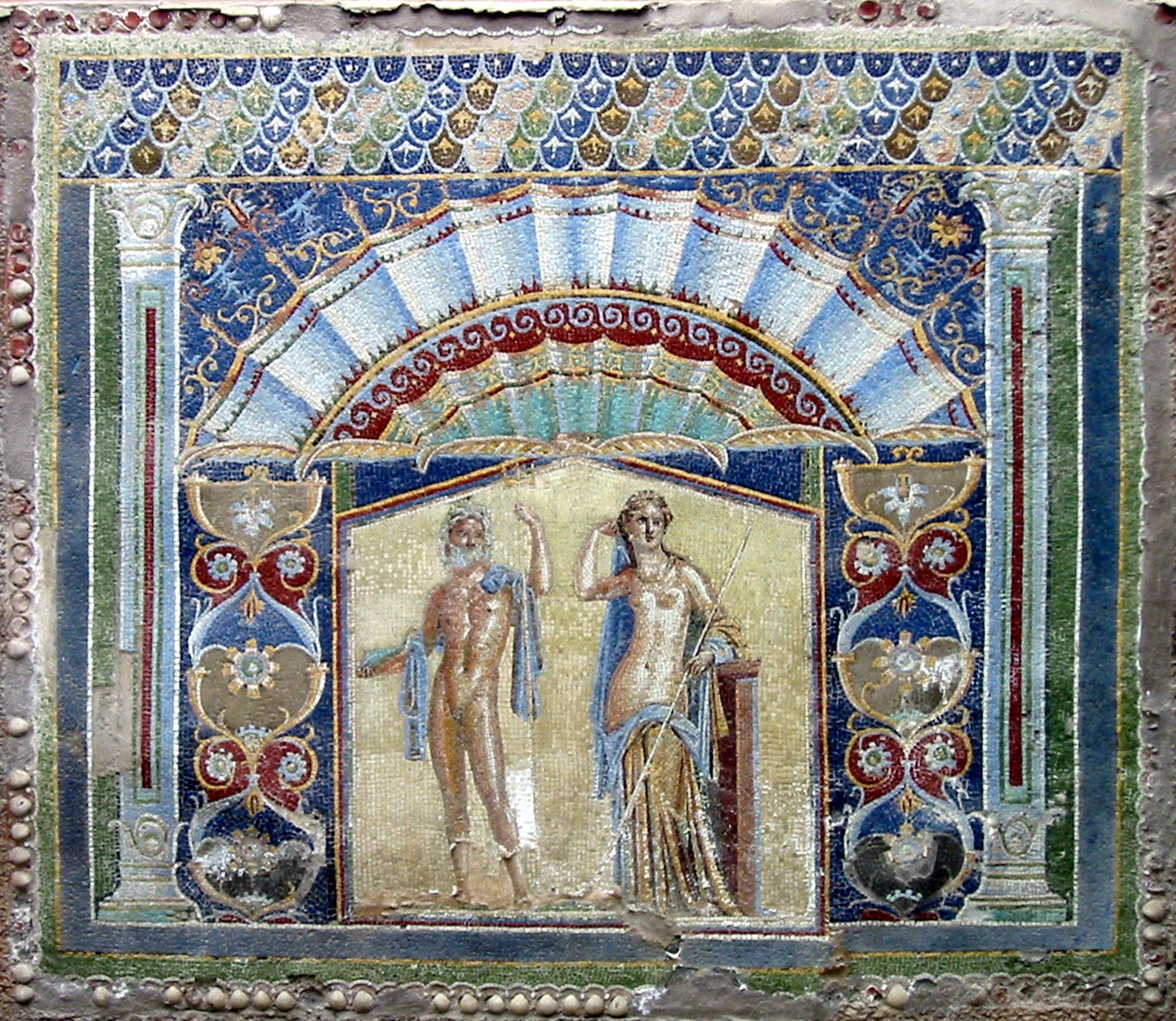
Herculaneum, Neptun und Amphitrite, Wandmosaik

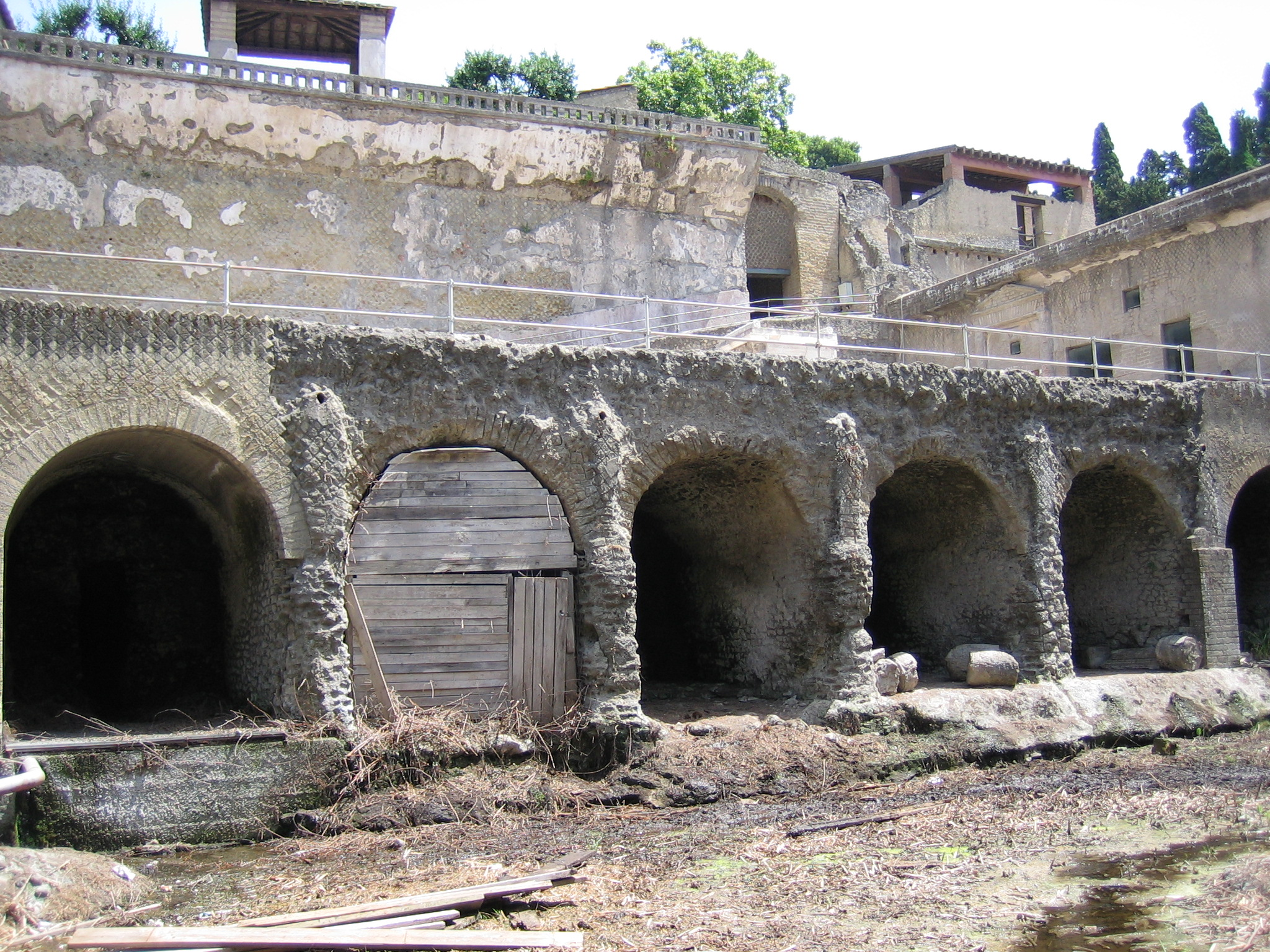
Bootshäuser

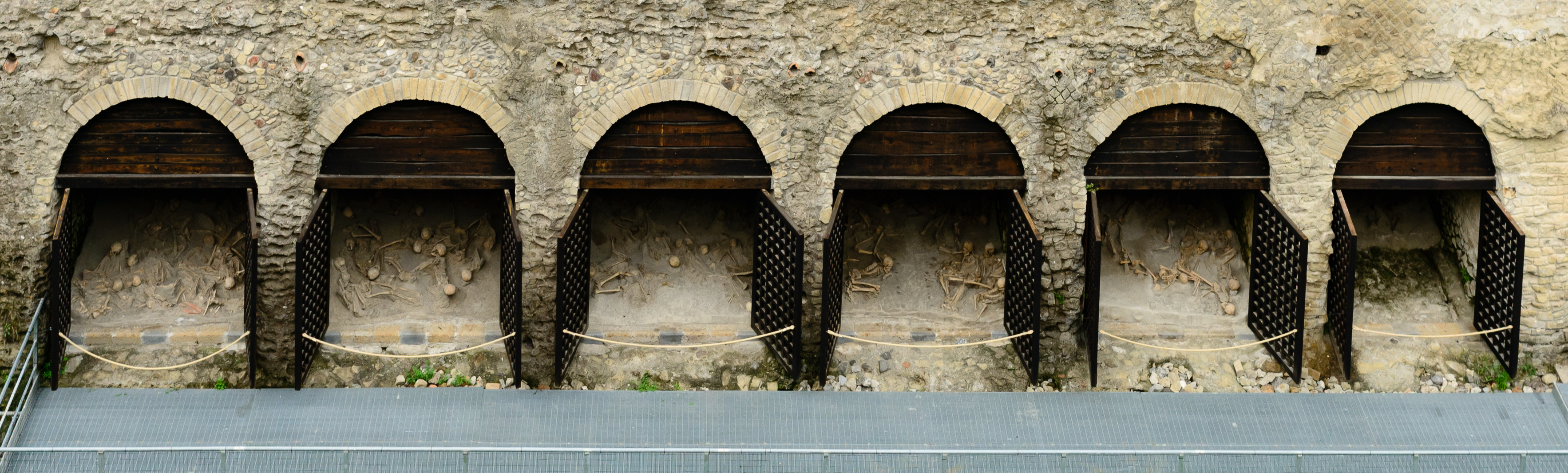
Skelette in den Bootshäusern

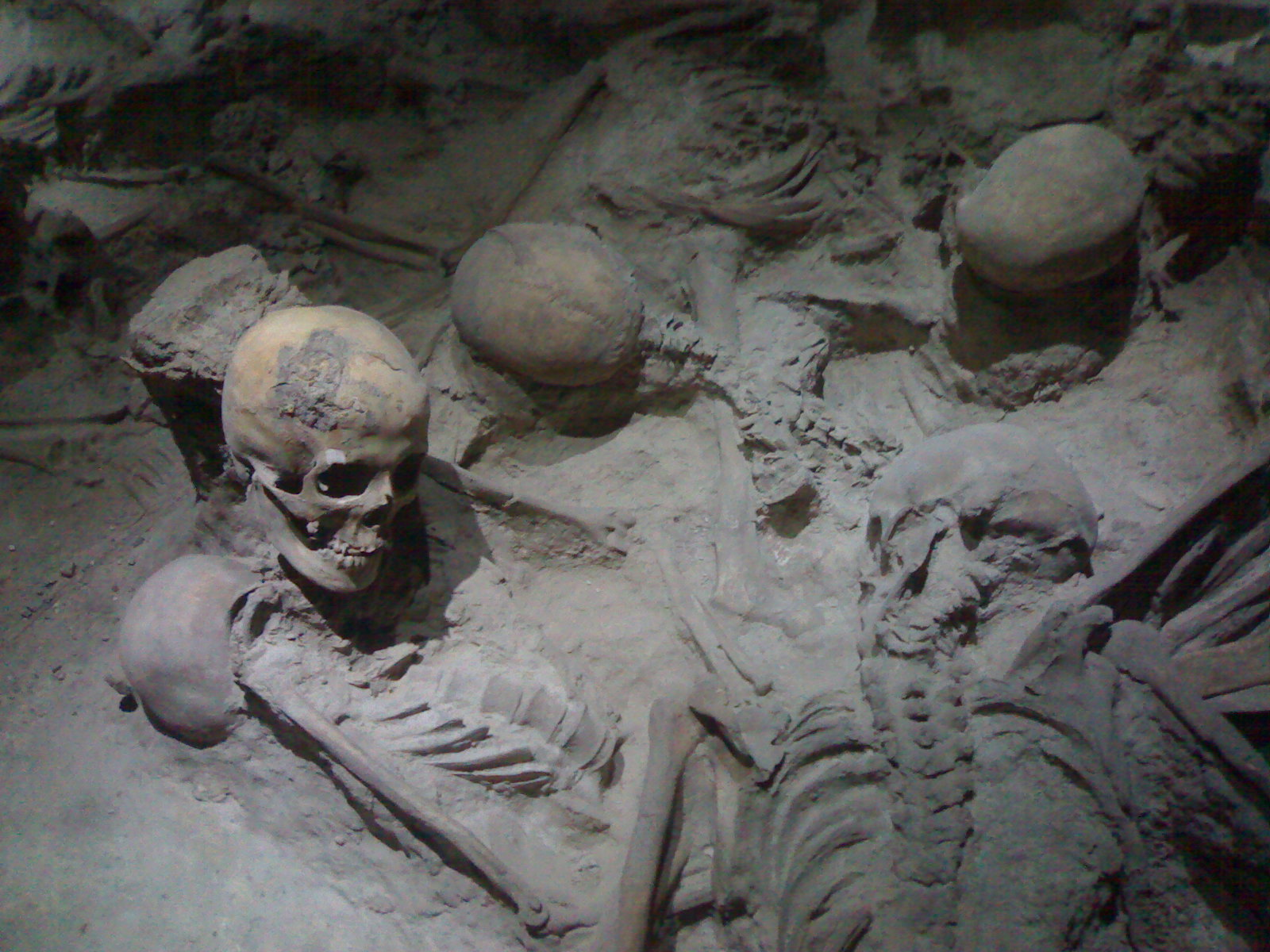
Skelettfunde aus Herculaneum (Nahaufnahme)

Über die Stadt in vorrömisch-oskischer Zeit ist wenig bekannt. Der Name Herculaneum deutet, vom Mythos abgesehen, darauf hin, dass es dem Namen und dem Ursprung nach griechisch war; und in der Tat erscheint es bei seiner frühesten Erwähnung, die wir kennen, durch Theophrast (314 v. Chr.), unter dem Namen Herakleion.
Auch von der Anlage her (ein regelmäßiges Rechteckmuster) liegt eine griechische Gründung nahe. Herculaneum war von einer Mauer umgeben, die ein Gebiet von ca. 20 Hektar einfasste, und lag an der Küstenstraße, die am Golf entlang von Neapolis nach Pompeji und Stabiae führte, der Trasse der späteren Via Domitiana.
Seit 307 v. Chr. gehörte Herculaneum zum römischen Einflussbereich. Im Bundesgenossenkrieg (91–88 v. Chr.) wurde es 89 v. Chr. von den Aufständischen unter Papius Mutilus besetzt, kurze Zeit später jedoch ohne großen Widerstand von einem Legaten Sullas erobert. Im Gegensatz zu einigen Nachbarstädten konnte es den Status eines Municipiums behalten. Nach römischem Vorbild lag die Verwaltung der Stadt in den Händen der Duumviri, zweier oberster Magistrate mit einer Amtszeit von einem Jahr.
Zum Zeitpunkt der Zerstörung hatte es etwa 4000 Einwohner. Herculaneum war demnach deutlich kleiner als Pompeji: eine kleine Hafenstadt, in der der Handel keine große Rolle spielte und an der der Seehandel weitgehend vorbeiging. Die Wirtschaft beruhte hauptsächlich auf dem Fischfang, Ackerbau und kleinem Handwerk. Die Ausstattung der freigelegten Häuser deutet aber auf teilweise großen Wohlstand der Einwohner hin.
Wegen der natürlichen Schönheit, mit dem prächtigen Blick über die Bucht von Neapel und seiner reinen Luft – die von vielen antiken Schriftstellern gepriesen wurde – wurde Herculaneum gerne als Sommerfrische gewählt. Viele reiche Römer bauten dort ihre Villen und lebten dort mit ihren Sklaven und Handwerkern. Die bekannteste ist die Villa dei Papiri, benannt nach der dort gefundenen Bibliothek von Papyrusrollen, den Herculaneum-Papyri.

## Vesuvausbruch
Der katastrophale Ausbruch des Vesuv im Jahr 79 (laut einer Abschrift der Briefe Plinius des Jüngeren am 24. August, vermutlich aber erst zwei Monate später) kam für die Bewohner Kampaniens völlig überraschend. Da der Vulkan seit ca. 500 Jahren ruhte, wurde er nicht einmal mehr als Vulkan erkannt. Nur Strabon wies auf Ähnlichkeiten von Vesuv und Ätna hin. Auch das Erdbeben im Jahr 62 wurde nicht als Vorbote eines drohenden Ausbruchs interpretiert.
Der Verlauf des Ausbruchs ist durch zwei Briefe des Plinius an den römischen Historiker Tacitus einerseits, andererseits durch die Befunde der Ausgrabungen sowie durch geologische Untersuchungen des Gebietes und eine genaue Analyse der Schichtungen (Strata) des vulkanischen Materials mittlerweile so gut bekannt, dass sich der Ablauf des Ausbruchs relativ genau nachzeichnen lässt.
Der Ausbruch begann gegen 13 Uhr. Der Vulkanschlot riss auf, und in einer schnell kilometerhoch wachsenden Eruptionssäule wurden Asche und Lapilli nach oben getragen. Beim Erreichen der Tropopause flachte sich die Wolke ab, so dass ihre Form von Plinius treffend mit der einer Schirmpinie verglichen wurde. Die Hauptwindrichtung ging gegen Südosten, so dass vulkanisches Material hauptsächlich auf Pompeji und die umliegenden Orte fiel. Das westlich des Vesuv gelegene Herculaneum war in der ersten Phase des Ausbruchs nur wenig betroffen. Während in Pompeji die Hausdächer unter der Aschenlast brachen, fielen in Herculaneum nur wenige Zentimeter Asche – dennoch genügend, um einen Großteil der Einwohner eilig flüchten zu lassen.
Lange Zeit wurde vermutet, fast allen Einwohnern sei die Flucht gelungen, da sich in den ausgegrabenen Bereichen nur wenige Skelette fanden. Als 1982 der Grabungsbereich auf den antiken Strand von Herculaneum ausgedehnt wurde, erwies sich dies als Irrtum. Im Inneren von zwölf Bootshäusern wurden dicht aneinander gedrängt ca. 250 Skelette gefunden. Warum die in den Bootshäusern Umgekommenen sich der allgemeinen Flucht nicht angeschlossen hatten, ist unklar. Möglicherweise hofften sie, über das Meer entkommen zu können, vielleicht meinten sie auch, in den relativ starken Gewölben der Bootshäuser vor Aschenregen und Lapilli sicher zu sein. Die Skelette weisen überdurchschnittlich häufig Anomalien auf, die auf Alter, Behinderung oder Krankheit hindeuten. Vermutlich waren diese Menschen nicht in der Lage, mit dem Rest der Bevölkerung rechtzeitig zu fliehen.
In der Nacht brach die bis in die Stratosphäre aufgestiegene Eruptionssäule zusammen, das herausgeschleuderte Material fiel auf die Flanke des Vesuvs zurück. Ein pyroklastischer Strom raste mit einer Temperatur von über 400 °C und einer Geschwindigkeit zwischen 100 und 300 km/h auf Herculaneum zu. Beim Erreichen der Bootshäuser um ca. 1 Uhr nachts starben die dort Verbliebenen binnen Sekunden an thermischem Schock. Die Gebäude Herculaneums wurden von diesem ersten Strom aber nur relativ wenig beschädigt, da er nicht sehr viel Material mit sich führte. Eine Stunde später folgte jedoch ein zweiter Strom, der große Mengen von Material mit sich führte und die Gebäude Herculaneums mit großer Wucht traf. Gegen Morgen erreichte ein dritter Strom und im Laufe des Vormittags ein vierter Strom die Stadt. Das Material der letzten Ströme war dicht, zähflüssig und füllte die Gebäude bis in den letzten Winkel aus. Die Windverhältnisse, die die pyroklastischen Ströme Richtung Pompeii trieben, verhinderten, dass Asche und Bimsstein auch in Herculaneum niedergingen. Dieser Wind trieb jedoch von Nordwesten her dichte Regenwolken an. Die an den westlichen Hängen des Vulkans niedergehende Asche vermischte sich mit dem Regenwasser und bildete so eine bis zu 100 km/h schnelle und heiße Schlammlawine, die als Lahar bezeichnet wird. Herculaneum wurde so von einer etwa 13–20 Meter dicken Schlammschicht bedeckt. Beim Abkühlen verfestigte sich dieses Material zu einer dichten Masse von Tuffstein. Die Stadt blieb unter dieser Schutzschicht, die sich zu Stein verhärtete, in vielen Dingen (z. B. Holz und Möbel) besser erhalten als Pompeji:
1. Bevor die Gebäude von Asche bedeckt wurden, war ihr Inneres bereits verfüllt, daher brachen die Dächer nicht ein.
2. Die Hitze des ersten pyroklastischen Stroms karbonisierte (verkohlte) organische Materialien oberflächlich und entzog ihnen das Wasser.
3. Unter der dichten Tuffsteinmasse lag Herculaneum praktisch abgeschlossen von Luft.

## Entdeckung und Ausgrabung

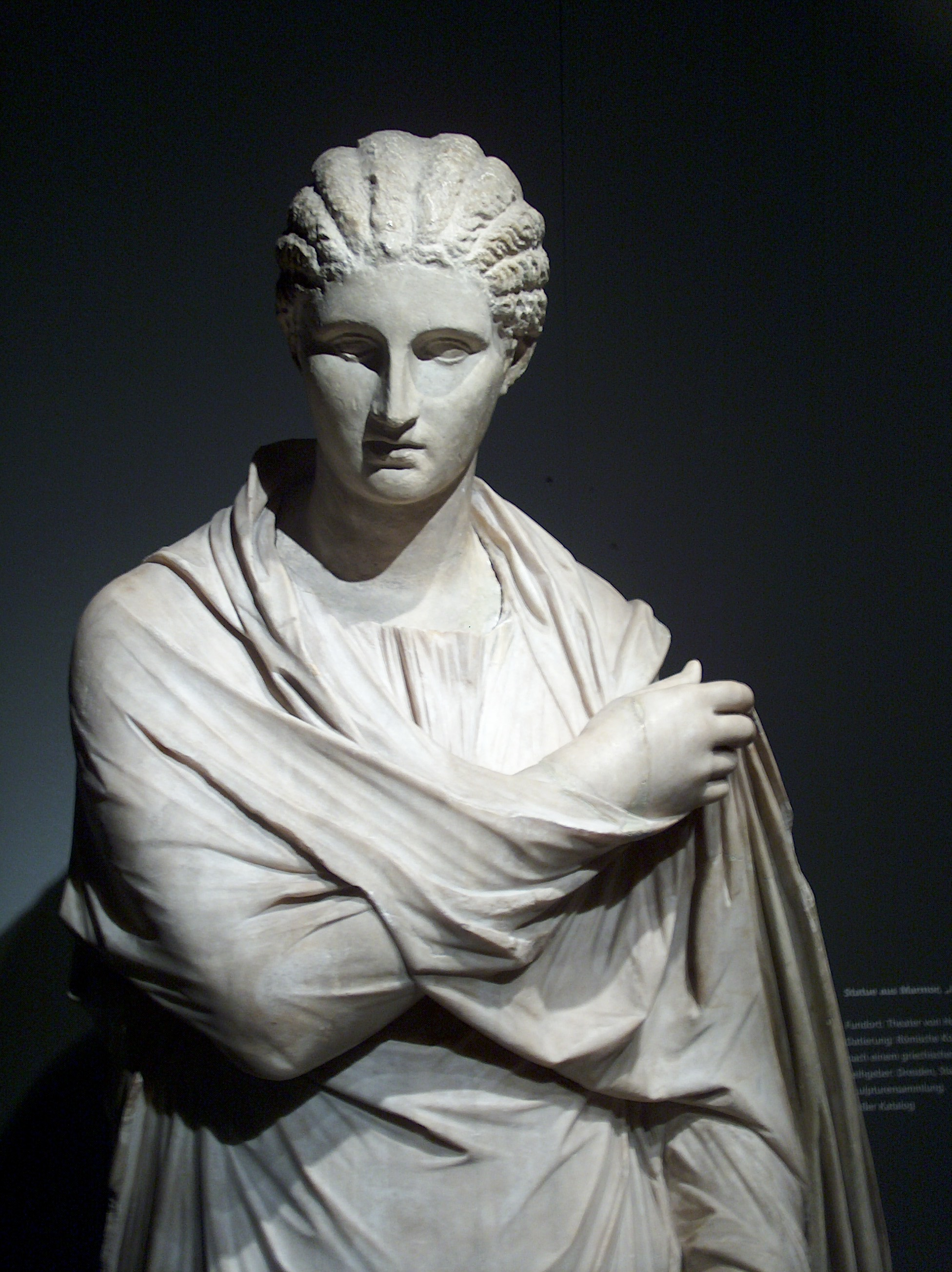
„Kleine Herkulanerin“, Dresdner Skulpturensammlung

Im Lauf der Jahrhunderte war die exakte Kenntnis der Lage des verschütteten Herculaneum verlorengegangen, dessen Reste im Mittelalter durch das Städtchen Resina (das erst seit 1969 Ercolano heißt) teilweise überbaut wurden. Man hatte zwar schon im 16. Jahrhundert einige Skulpturen und Inschriften gefunden, doch erst 1709 stieß ein Bauer zufällig beim Ausschachten eines Brunnens auf die Reste des Theaters von Herculaneum. Das Areal wurde von Emmanuel Maurice de Lorraine, dem späteren Herzog von Elbeuf, angekauft, einem verbannten französischen Aristokraten, der als Befehlshaber der österreichischen Armee in Neapel stationiert war. In den folgenden Monaten ließ er auf eigene Kosten Ausgrabungen durch Stollenvortrieb vornehmen. Bei diesen Ausgrabungen wurden unter anderem neun Statuen entdeckt, darunter die sogenannte Große Herkulanerin und die zwei Kleinen Herkulanerinnen, die Elbeuf dem Prinzen Eugen in Wien schenkte. Aus dessen Nachlass gelangten die Statuen dann 1736 an den Dresdner Hof von Kurfürst Friedrich August II., dessen Tochter Maria Amalia Christina 1738 mit dem König von Neapel und Sizilien, Karl VII., später Karl III. von Spanien, verheiratet wurde. Noch heute befinden sich die Herkulanerinnen in der Dresdner Skulpturensammlung.
Dieser König Karl VII. ließ ab 1738 unter anderem durch Soldaten und Zwangsarbeiter systematische Ausgrabungen durchführen. Am 11. Dezember fand man eine Inschrift über das „Theatrum Herculanense“, was die Vermutung des Marchese Don Marcello Venuti untermauerte, dass in der Erde Reste einer Stadt liegen mussten. Man begann damit, im Theater und an anderen Stellen zunächst Schächte bis zum antiken Straßenniveau abzuteufen und anschließend je nach Reichtum an Fundstücken enge Stollen voranzutreiben. Die Ausgrabung erfolgte unter Leitung und Aufsicht des neapolitanischen Militärs. Besonders wertvolle Stücke wurden in einem Flügel des Königspalasts in Portici aufgestellt, wo ab 1758 das Museo Ercolanese untergebracht war.
1750 wurde (ebenfalls bei Anlage eines Brunnens) die Villa dei Papiri entdeckt, was den Grabungen neuen Schwung verlieh. Von 1750 bis 1761 und 1764/65 wurden, hauptsächlich unter der Leitung von Karl Weber, einem Schweizer Militär-Ingenieur, systematische Grabungen auf dem Gelände der Villa und der sogenannten Basilika durchgeführt. Weber fertigte auch genaue Pläne an, die es heute ermöglichen, den Verlauf der Grabungen und Fundorte einzelner Werke zu identifizieren. 1765 erzwang der Austritt von Gas in den Stollen einen Abbruch der Arbeiten und das Versiegeln der Zugänge.
Die Arbeiten wurden erst 1828 durch Franz I. von Bourbon wiederaufgenommen, nunmehr erstmals im Tagebau. Auf einem vom Staat erworbenen, 900 m² großen Areal wurden die Ausgrabungen unter Leitung des Architekten Carlo Bonucci bis 1855 fortgeführt. Fortgesetzt wurden sie mit Unterstützung des italienischen Königs Viktor Emanuel II. in den Jahren 1869 bis 1875, in denen unter großen Mühen in einem kleinen Teil des Grabungsgebiets die gesamte vulkanische Deckschicht abgetragen wurde. Dennoch konnte man bei diesen Ausgrabungen nur die insulae II und VII freilegen.
Wegen der erheblichen Kosten des Abräumens scheiterten in der Folge Versuche, die Grabungen wiederaufzunehmen. Erst im Jahr 1924 begann unter Leitung von Amedeo Maiuri die nächste Grabungsphase, die mit kurzen Unterbrechungen bis heute andauert. Erschwert wird eine vollständige Ausgrabung durch die moderne Überbauung. Unter Maiuri war ein Gebiet von neun Hektar enteignet worden, die weitere Ausdehnung des Grabungsgebiets in nördlicher Richtung stößt an die Bebauungsgrenze von Ercolano.
Von 1982 bis 1988 wurde unter der Leitung der US-amerikanischen Archäologin Sara C. Bisel insbesondere das Gebiet des antiken Hafens und Strandes ausgegraben, wobei in den Bootshäusern die erwähnte große Zahl von Skeletten gefunden wurde, ein Fund, der eine genaue paläopathologische und paläodemografische Analyse eines repräsentativen, gleichzeitig verstorbenen Bevölkerungsquerschnitts einer antiken Stadt ermöglichte.
In den Jahren 1996 bis 1998 wurden im Bereich der Villa dei Papiri Ausgrabungen unter freiem Himmel gemacht, bei denen bis dato unbekannte Untergeschosse der Villa gefunden wurden.

## Funde
Neben zahlreichen, zum Teil gut (einschließlich ihrer Innenausstattung) erhaltenen Privathäusern sind auch einige öffentliche Bauten, wie die Terme Centrali und vor den Toren der Stadt gelegene Villen freigelegt worden. An manchen Häusern sind noch römische Graffiti zu lesen, in Küchen wurden verkohlte Stücke von Brot, Getreide und Eierschalen gefunden.
Die meisten der in Herculaneum ausgegrabenen antiken Kunstwerke befinden sich heute im Archäologischen Nationalmuseum in Neapel. Dazu gehören u. a. die an verschiedenen Stellen gefundenen Fresken und die 70 großen Bronzeskulpturen aus der Villa dei Papiri, die durch den Fund einer einzigartigen Bibliothek verkohlter Papyrusrollen mit Werken altgriechischer Philosophen bekannt geworden ist, den Herculaneum-Papyri.
Anfang Februar 1990 verschafften sich zwei maskierte und bewaffnete Diebe Zugang zum Lagerraum der Funde. Nachdem sie die sechs Wachposten überwältigt und in einer Hütte gefesselt hatten, erbeuteten sie mehr als 250 wertvolle Artefakte – Juwelen, Münzen und zahlreiche kleine Bronzestatuetten. Darunter war auch der Schmuck des als „Ring Lady“ bekannt gewordenen Skeletts. Die Stücke sind bis heute verschwunden.

## Bilder

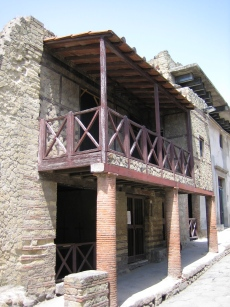
Wohnhaus
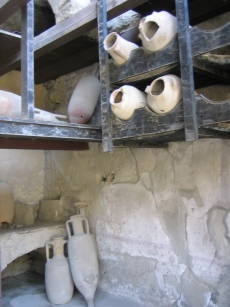
Originale Ladeneinrichtung
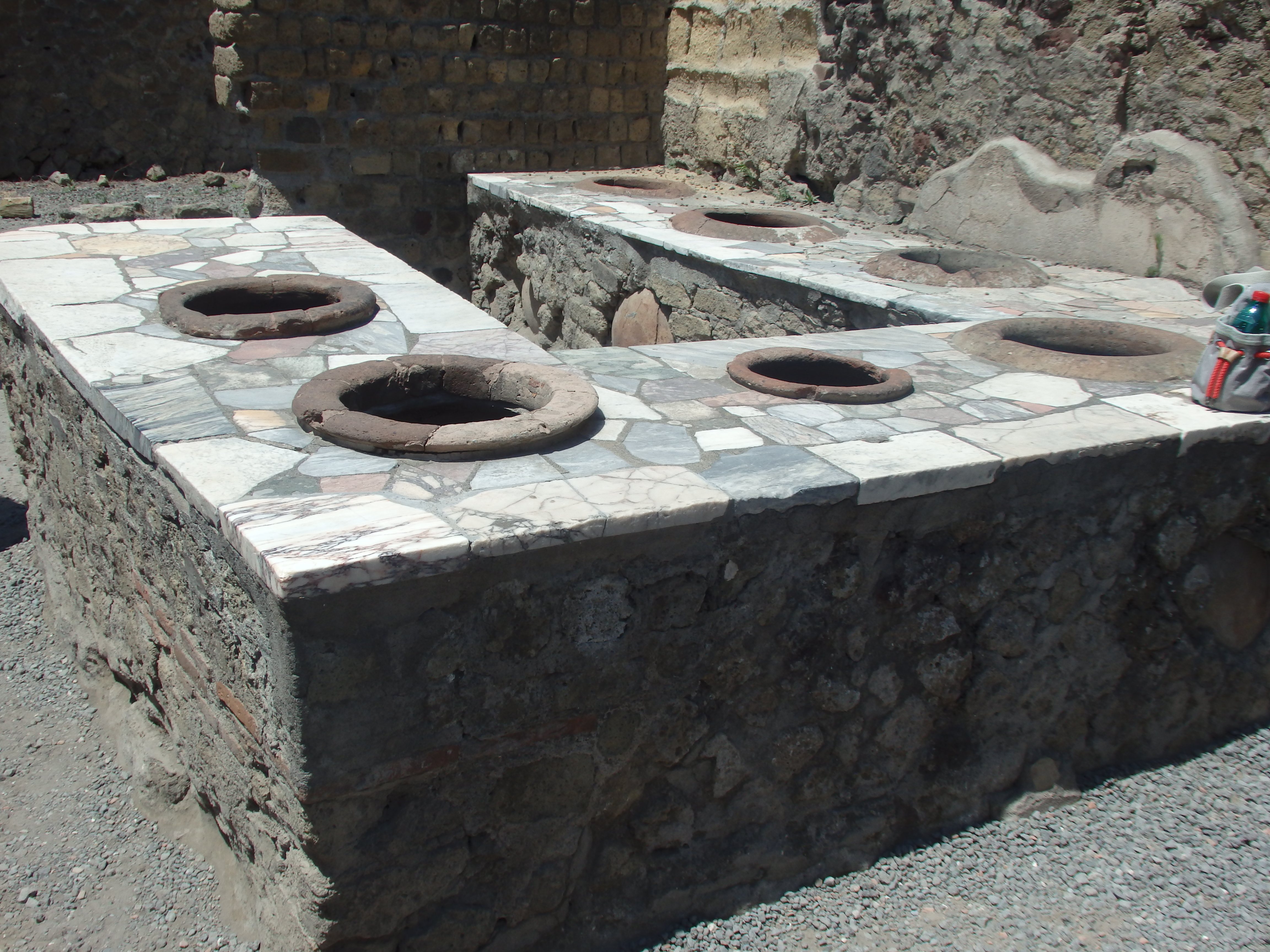
Theke eines Straßenlokals
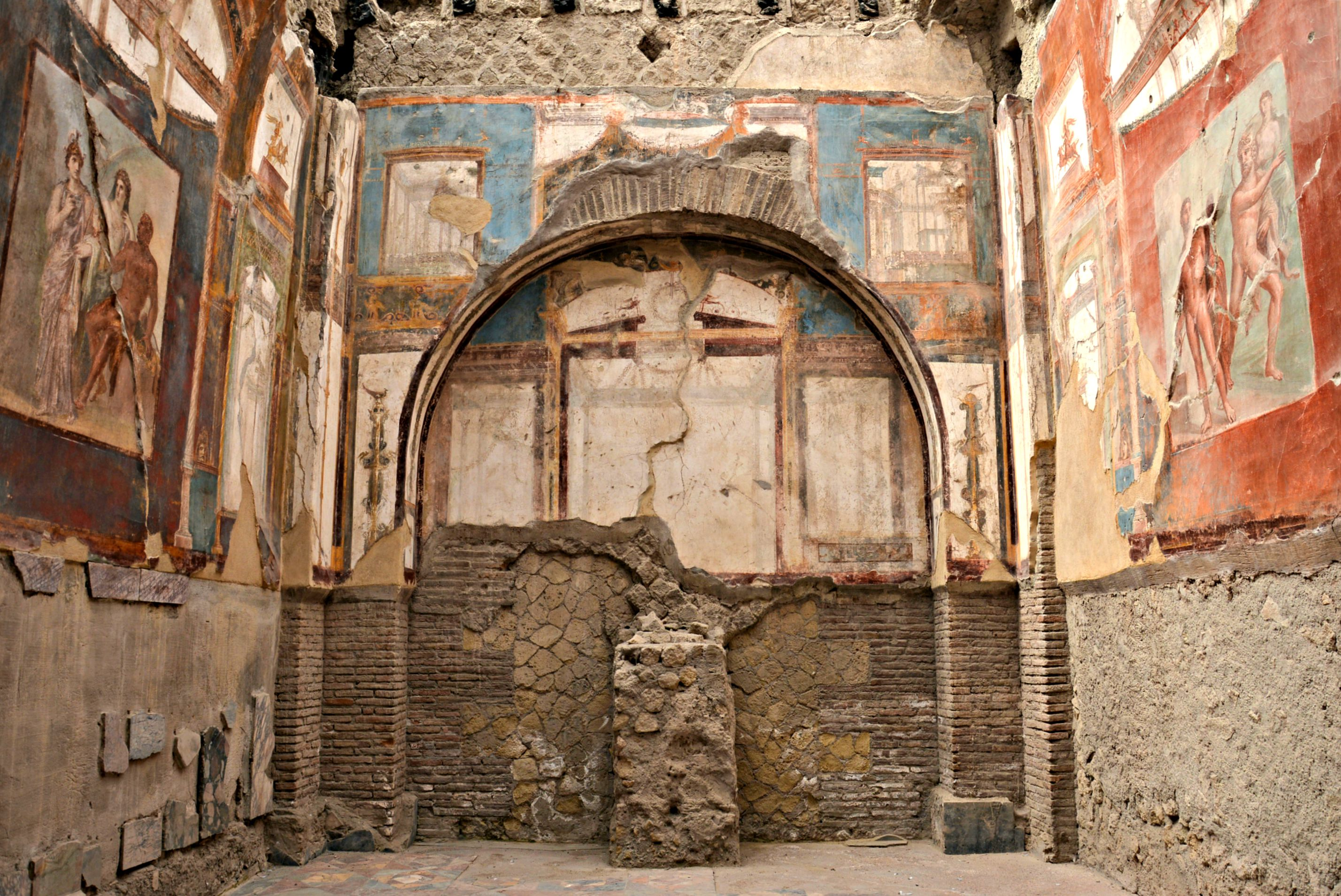
Innenansicht des Collegio degli Augustali
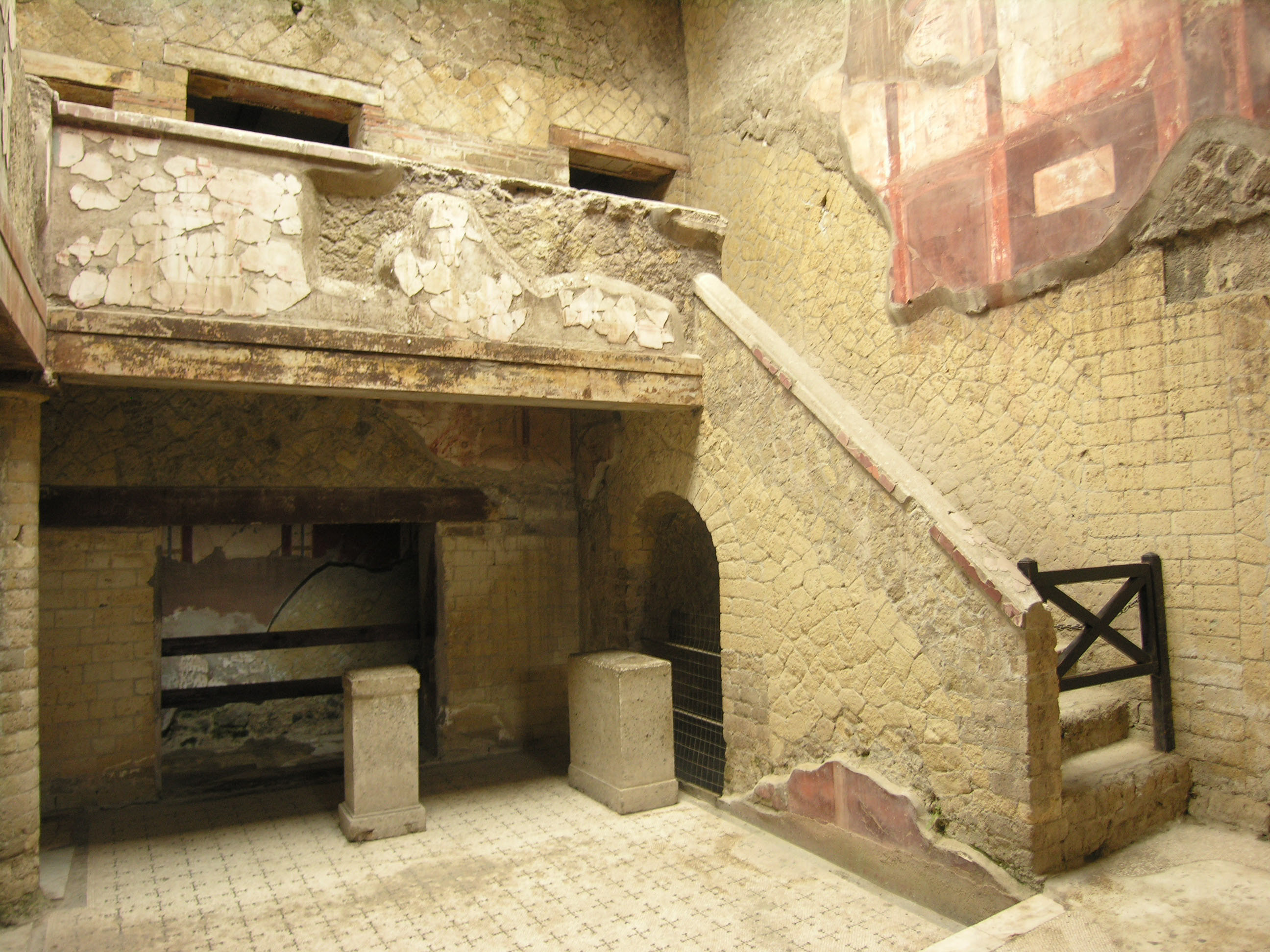
Innenansicht der Casa del Bel Cortile
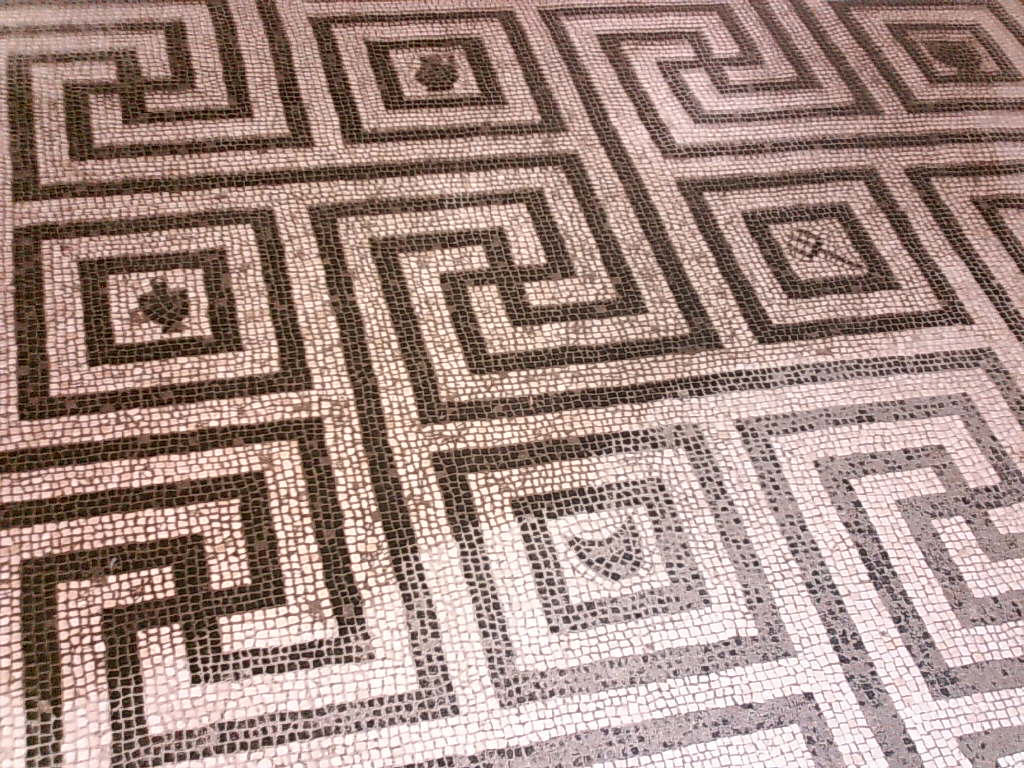
Mosaikfußboden in den Terme Urbane
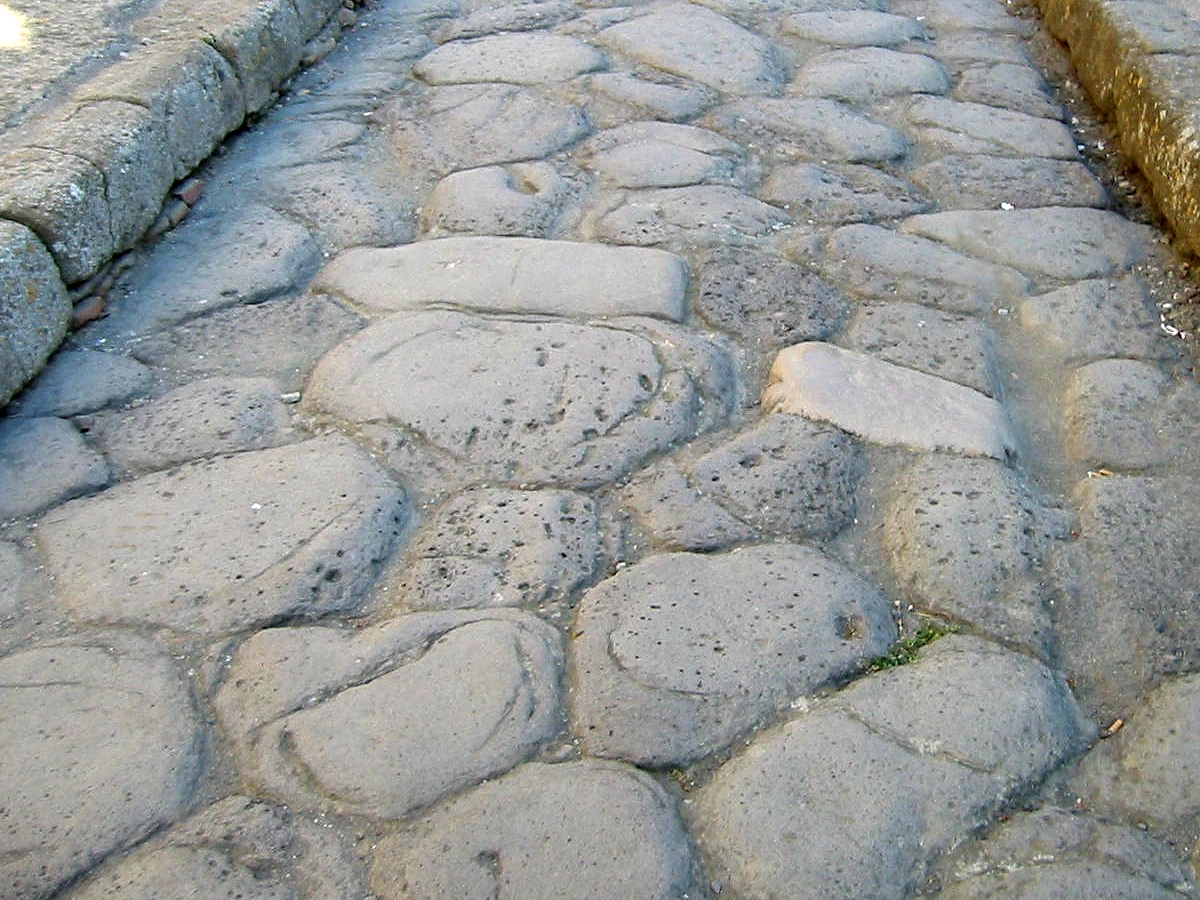
Straßenpflaster
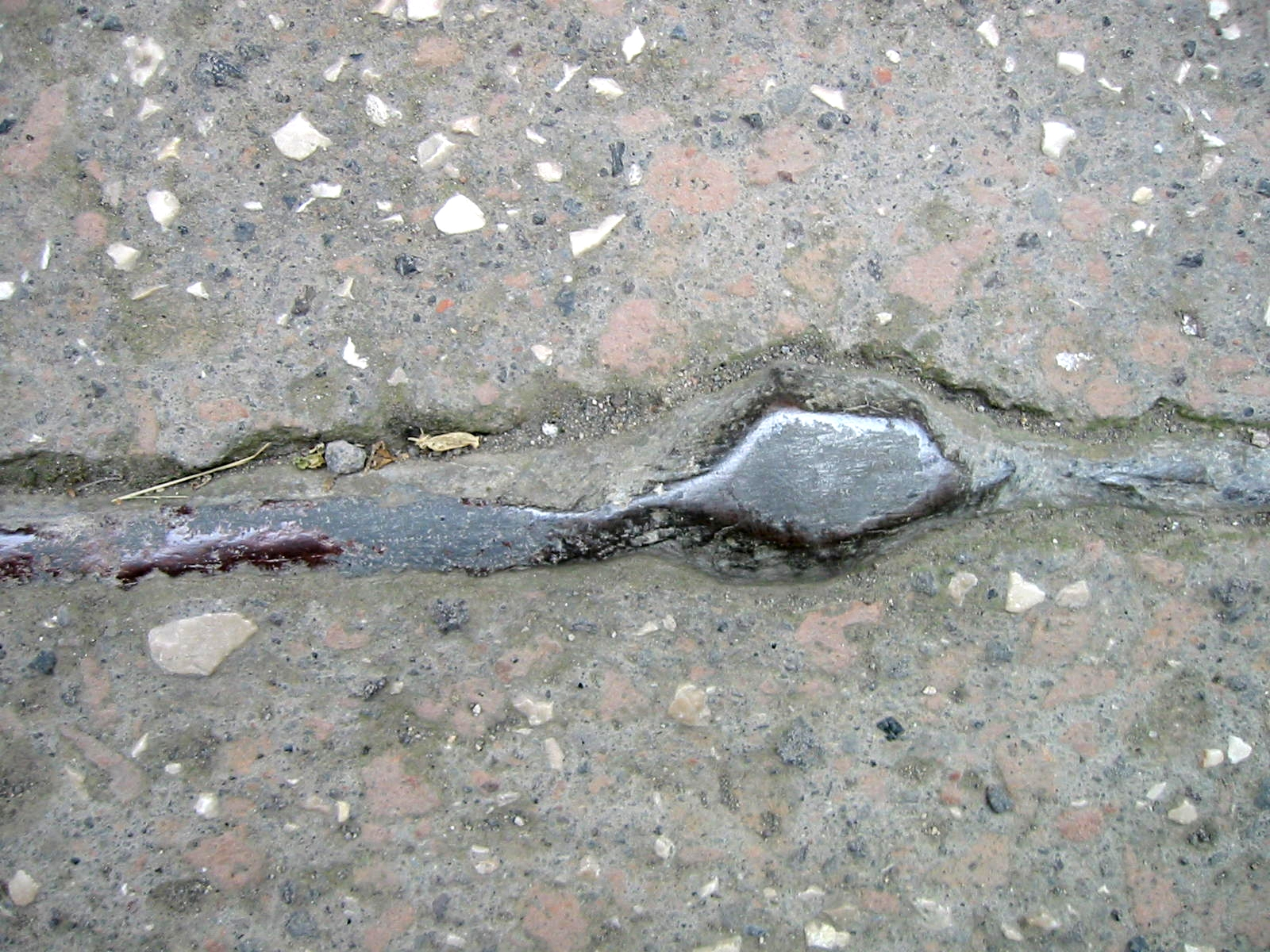
Hauswasserleitung aus Blei
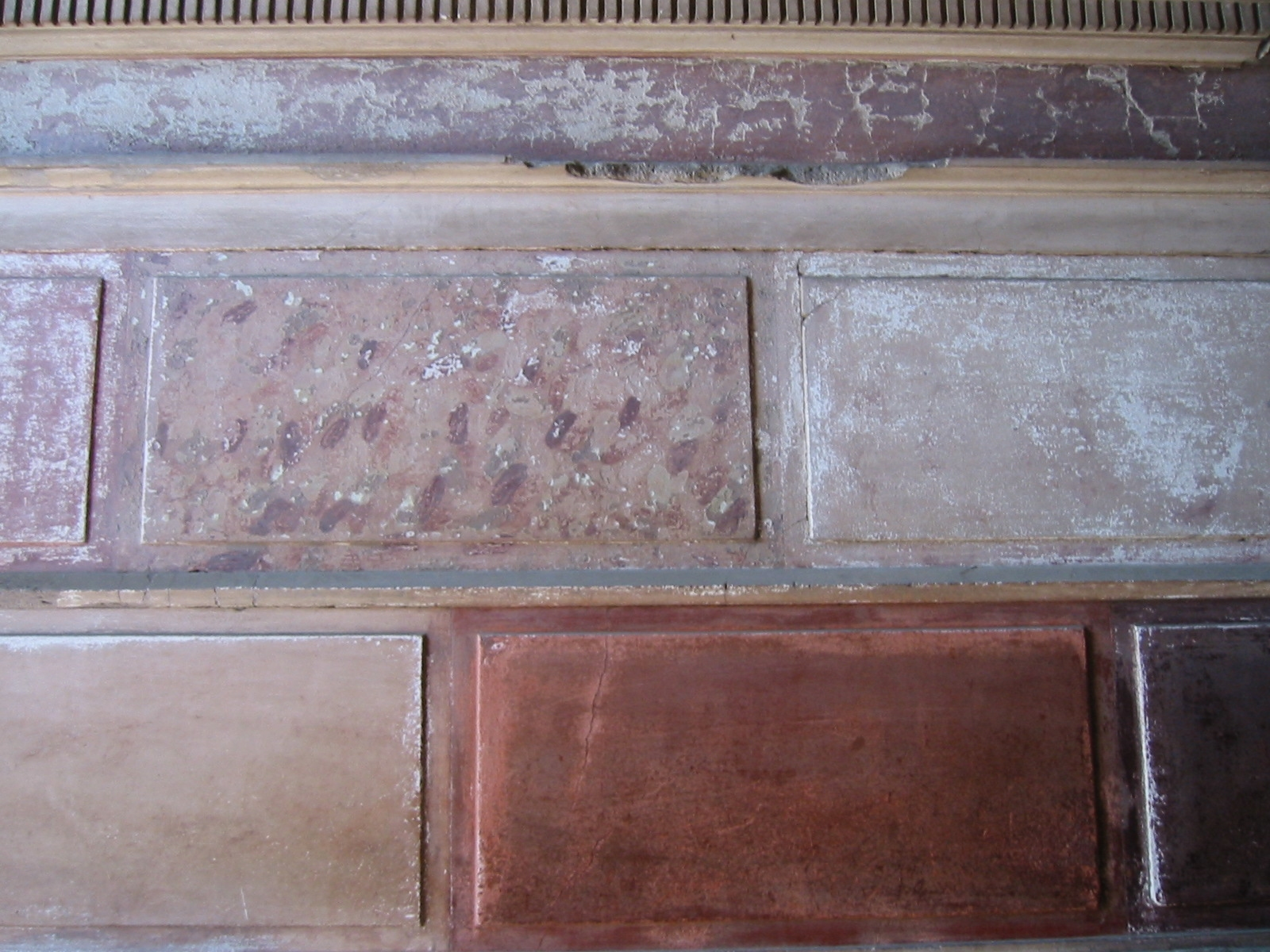
Wandmalerei im 1. Stil in der Casa Sannitica
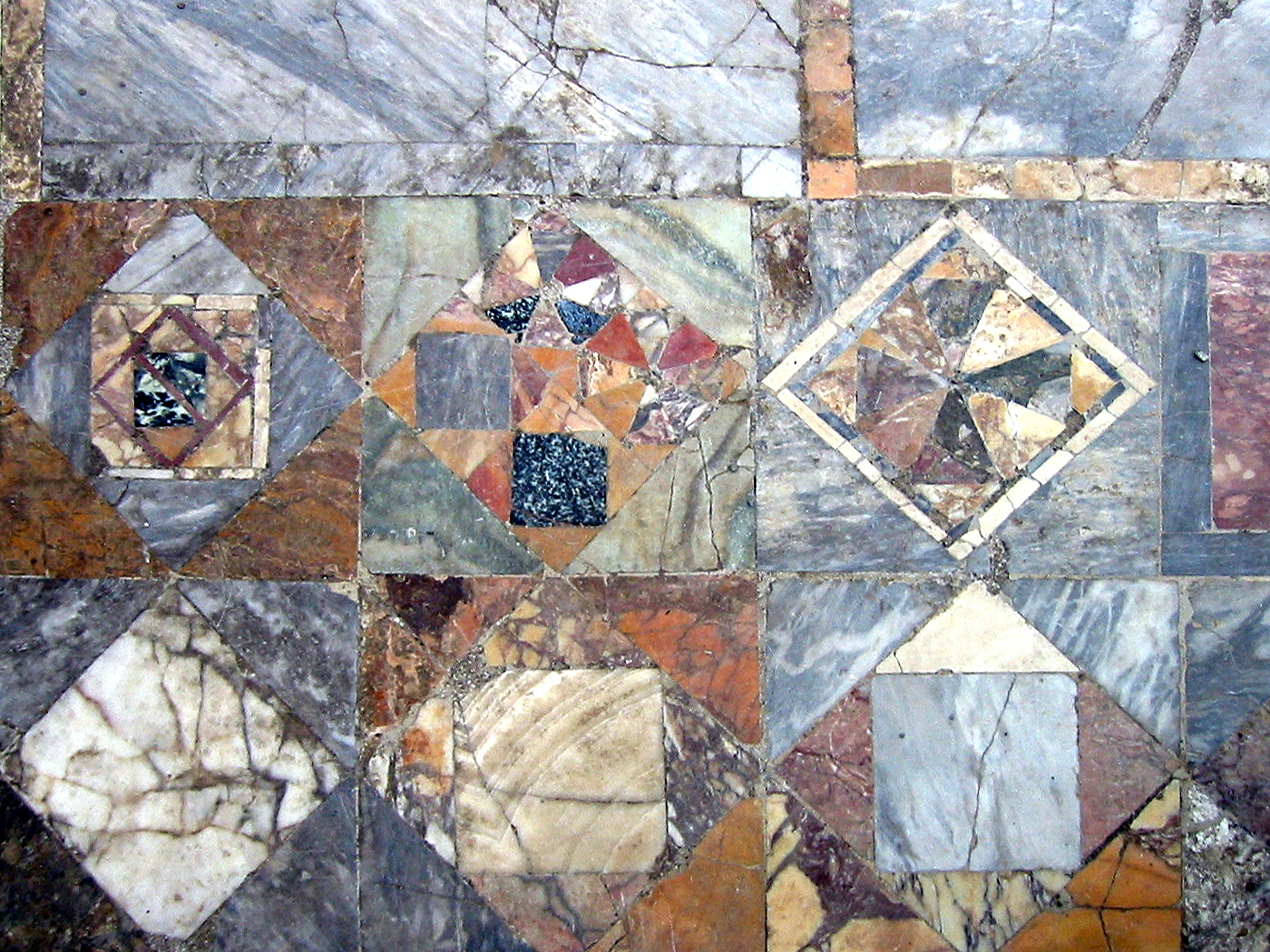
Opus sectile
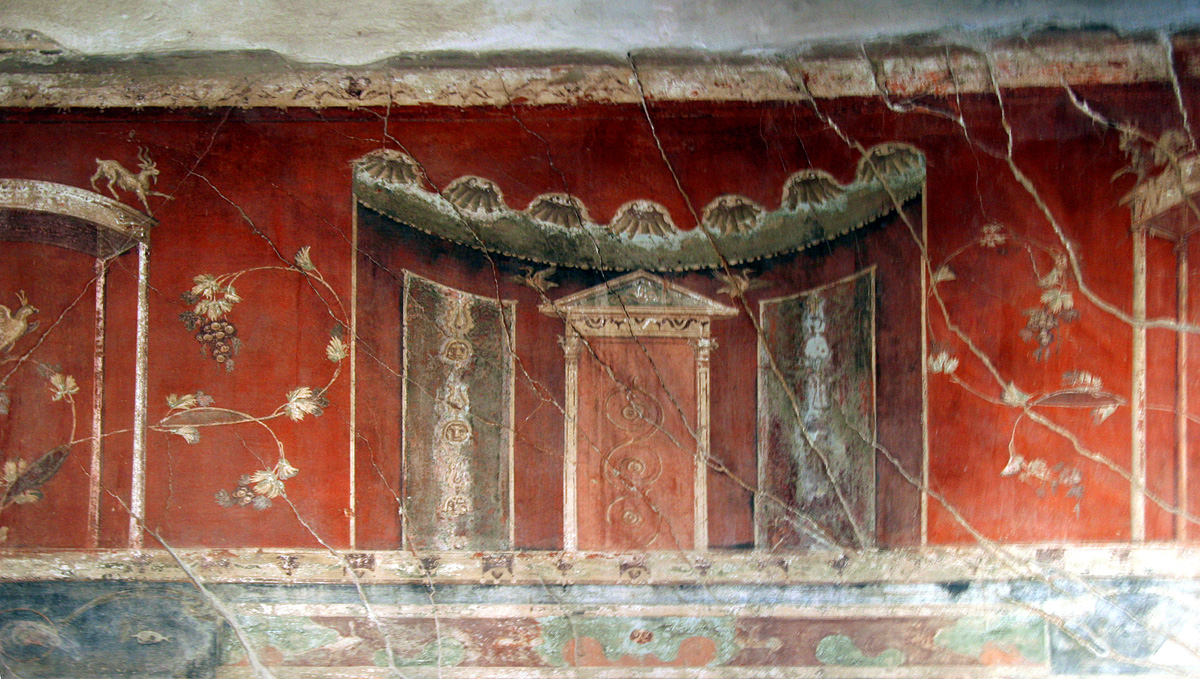
Wandmalerei in der Casa del Tramezzo di Legno
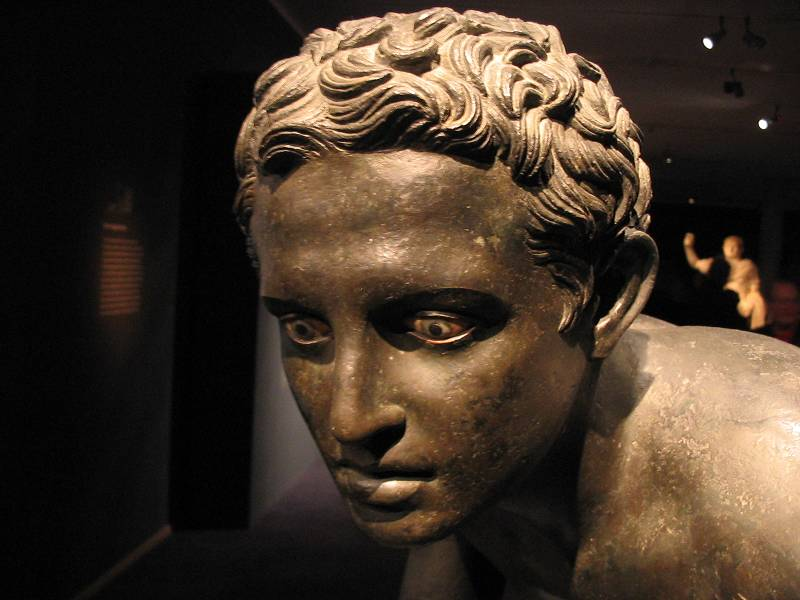
Bronzestatue eines Läufers aus dem großen Gartenperistyl der Villa dei Papiri
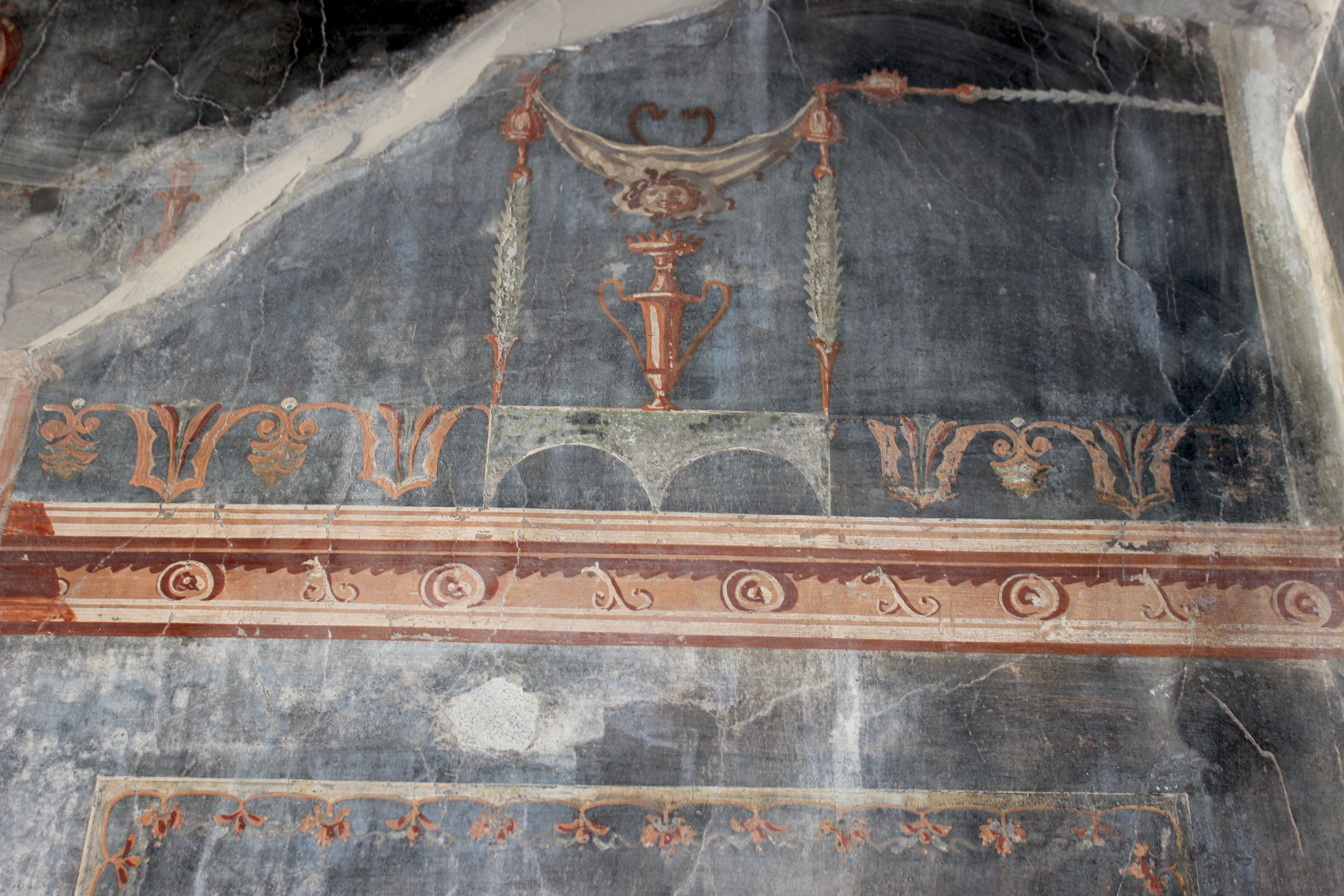
Detail einer schwarzgrundigen Malerei aus der Casa del Salone nero
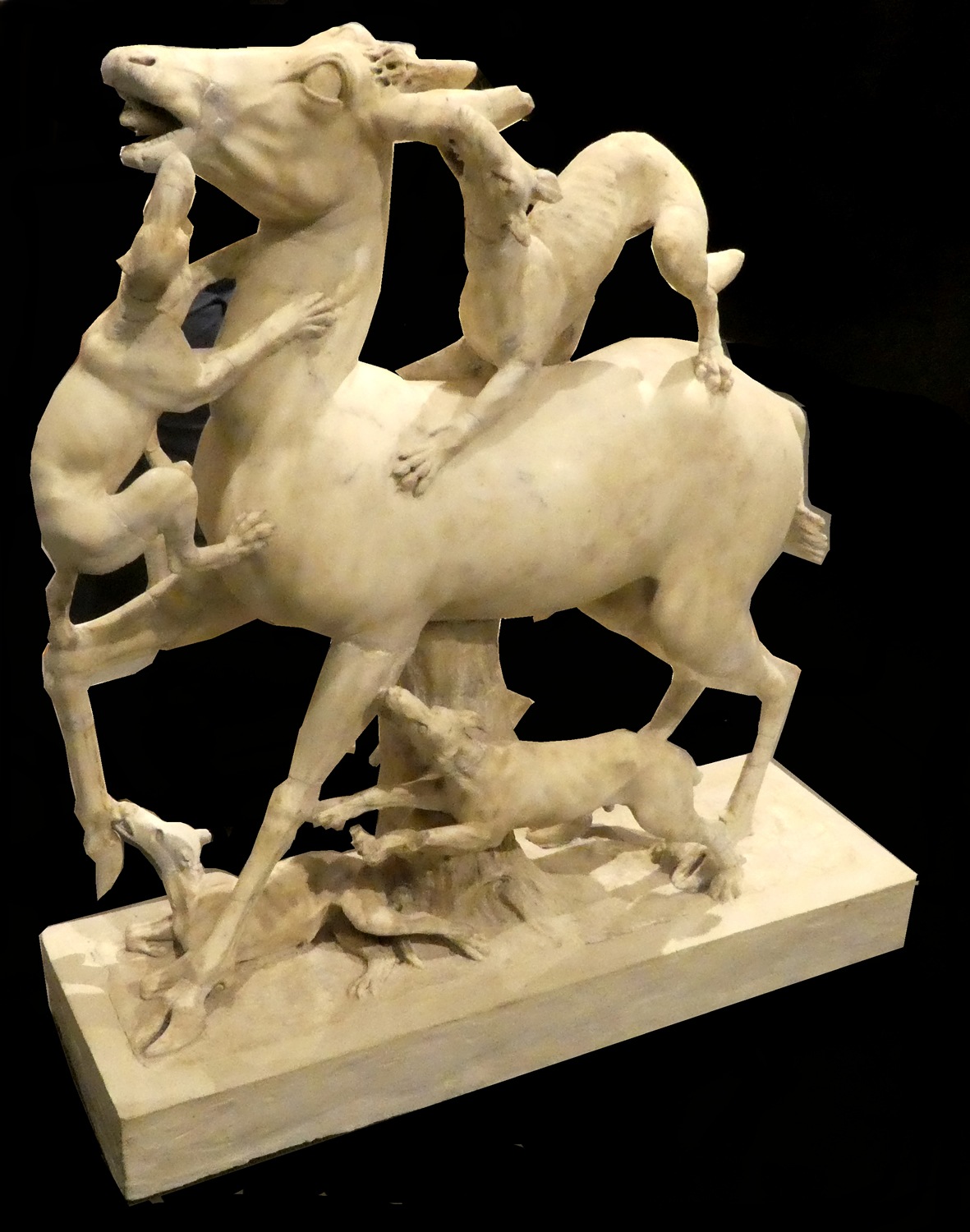
Hunde greifen einen Hirsch an Casa dei Cervi
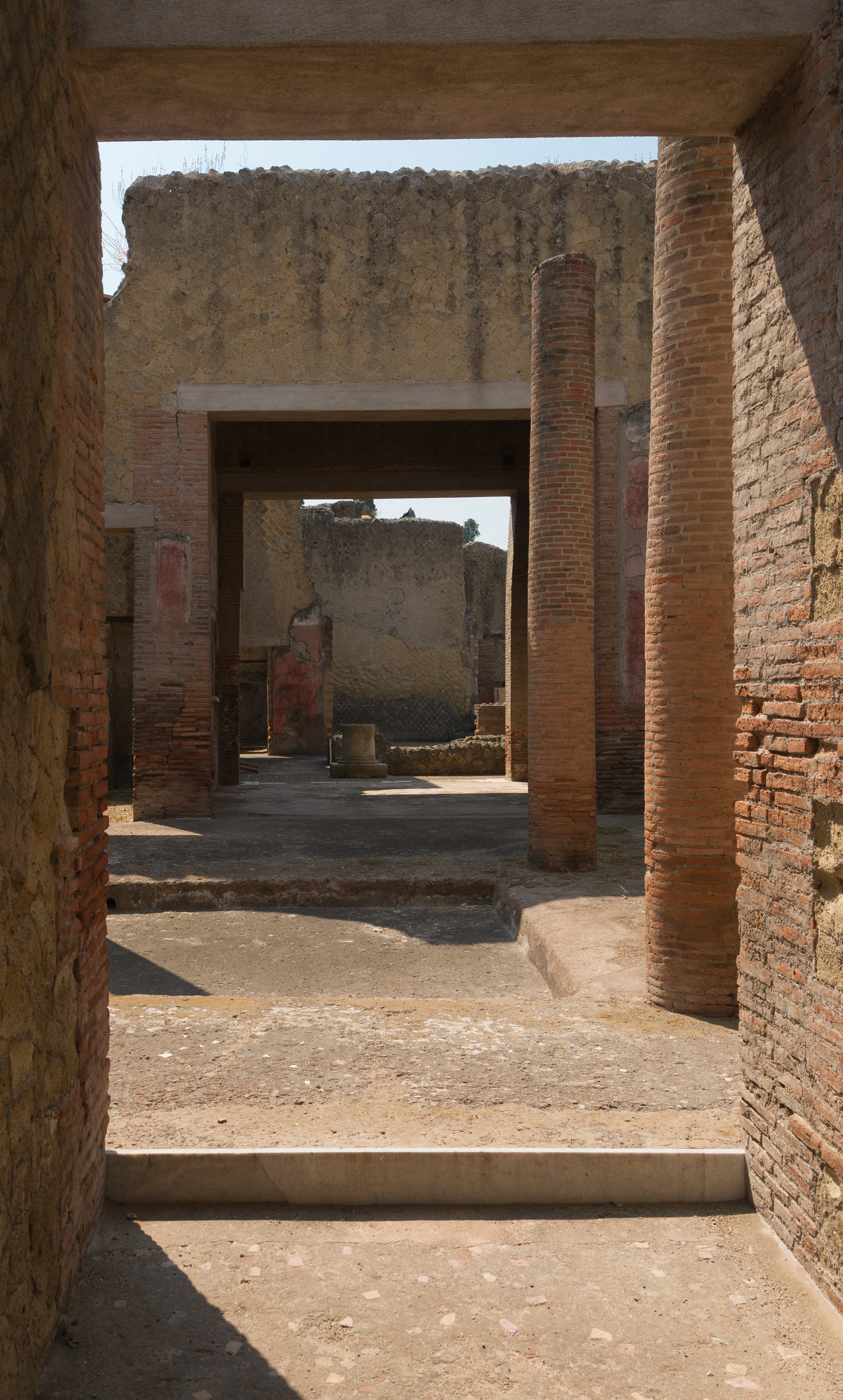
Casa dei Due Atri, Blick aufs Atrium
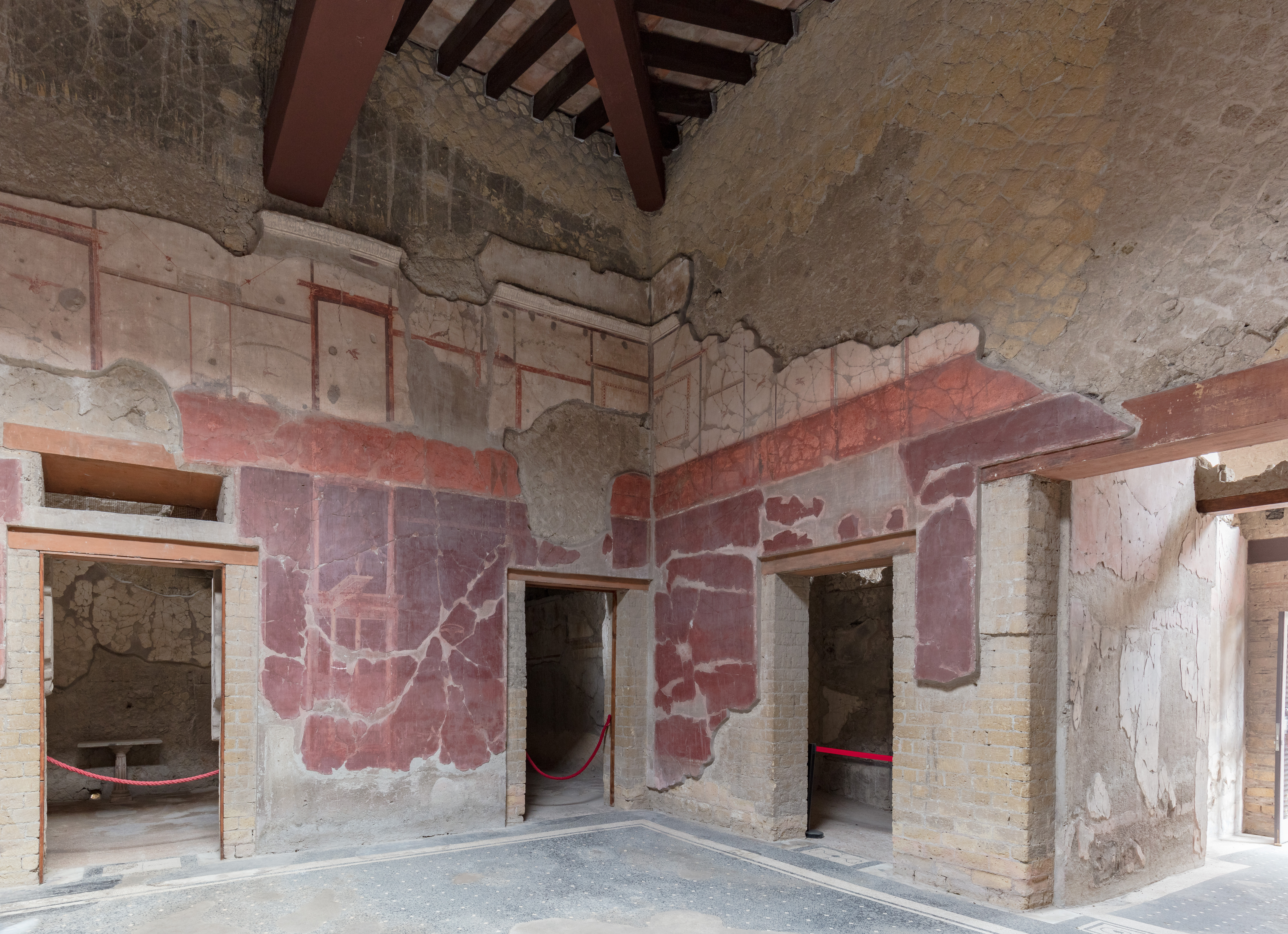
Atrium in der Casa del Bicentenario
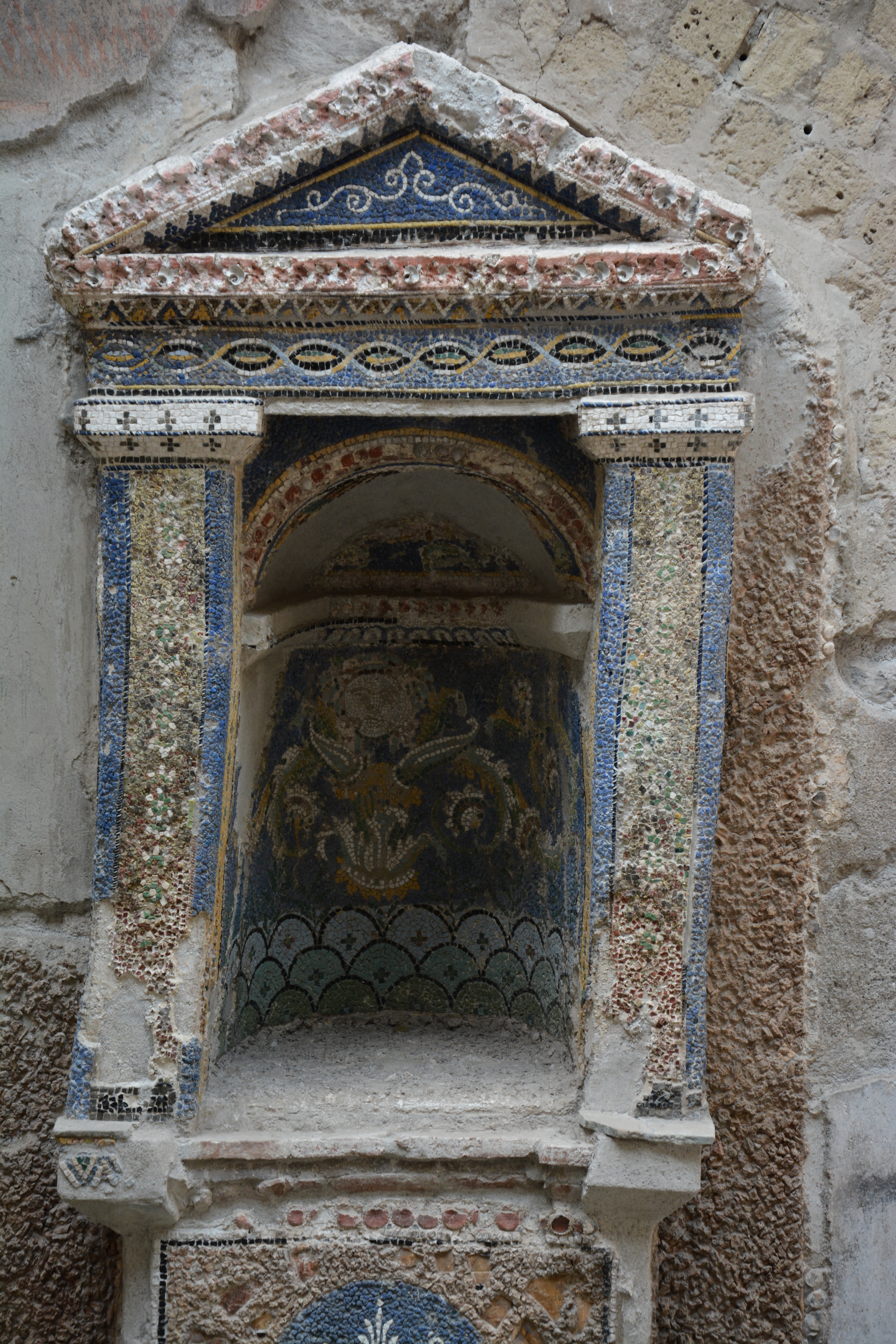
Nymphäum in der Casa dello Scheletro
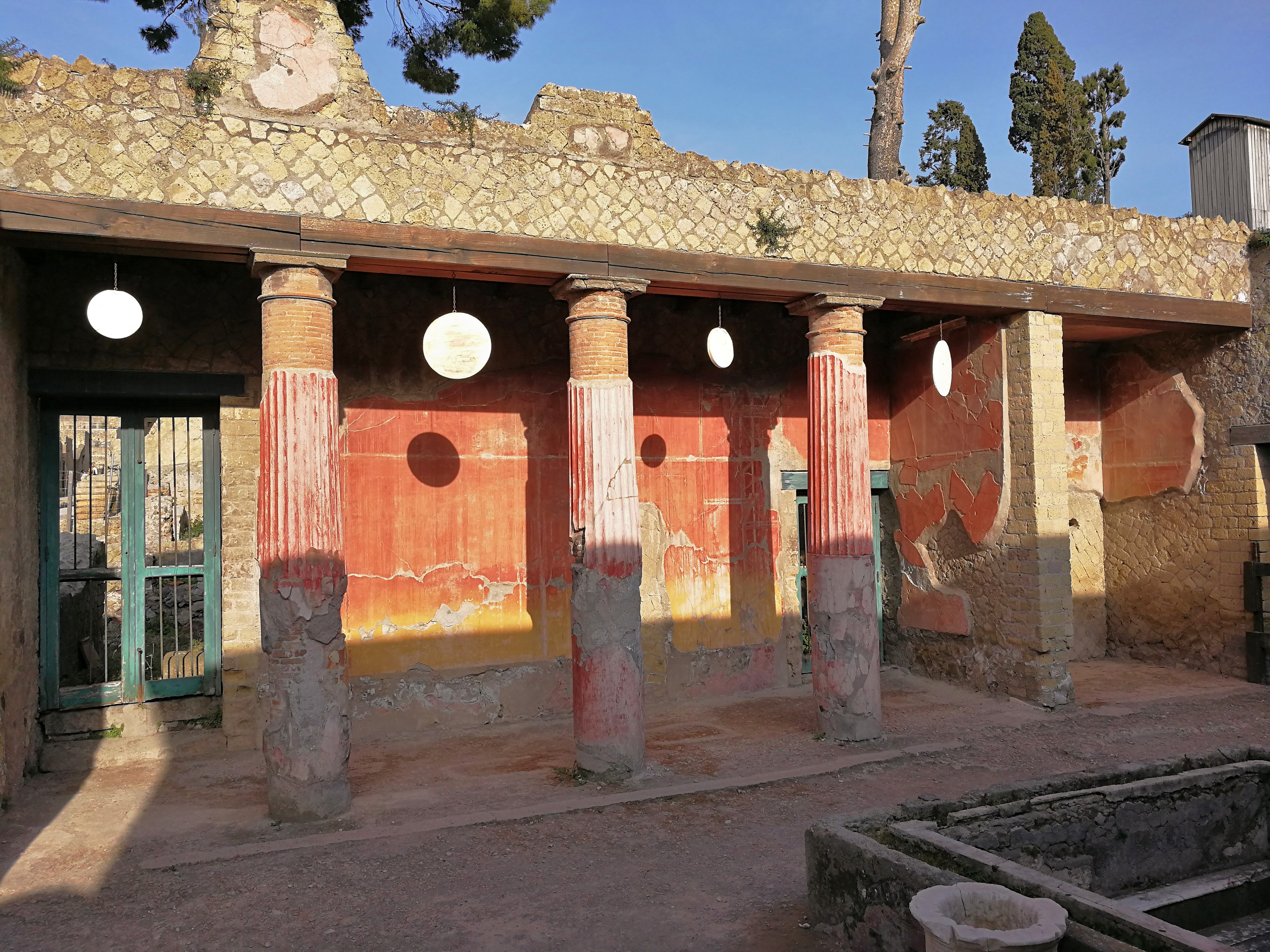
Atrium in der Casa del Rilievo di Telefo